# Qui est la taupe ?
Qui est la taupe ? est un jeu télévisé français produit par Endemol France et diffusé sur M6 et RTL-TVI à l'été 2015.
Présenté par Stéphane Rotenberg, il est adapté de l'émission belge De Mol créée en 1999 par la société Woestijnvis sur la chaine publique flamande VRT, et dont le format a déjà été adopté par plus de 40 pays. Ce programme a été récompensé en 2000 au festival de la Rose d'or à Montreux.

## Règles
10 candidats doivent remporter les missions qui leur sont proposées pour gagner jusqu'à 100 000€. Mais parmi eux, se trouve une « taupe » : un candidat qui a accepté de jouer double jeu en sabotant les missions pour augmenter sa propre cagnotte. Chaque épisode comporte trois missions réparties sur plusieurs jours. À la fin de chaque épisode, un questionnaire est posé aux candidats afin de deviner qui est la taupe. Le moins bon enquêteur est éliminé.
Les cagnottes
Dans le jeu, deux cagnottes de gains potentiels peuvent être remportées : une pour la taupe et une autre pour les autres candidats (contrairement aux autres versions de l'émission, où seuls les candidats disposent d'une cagnotte). Au fur et à mesure des épreuves les deux peuvent se voir augmentées ou diminuées.
| Épisode | Gains potentiels du groupe | Gains potentiels de la taupe |
| ------- | -------------------------- | ---------------------------- |
| 1       | 7 000 €                    | 7 000 €                      |
| 2       | 15 750 €                   | 18 250 €                     |
| 3       | 23 250 €                   | 30 750 €                     |
| 4       | 32 450 €                   | 34 550 €                     |
| 5       | 32 450 €                   | 44 050 €                     |
| 6       | 33 450 €                   | 56 550 €                     |

## Saison 1
La première saison de l’émission a été tournée en Afrique du Sud et diffusée du 1er juillet 2015 au 5 août 2015. Le vainqueur de cette première saison est Morad Hamimid qui a réussi à démasquer la taupe : Muriel Vilarem. Il repart donc avec la cagnotte du groupe, soit 33 450 €. Celle de la taupe s'élevait à 56 550 €.

### Candidats
Les castings ont eu lieu du 24 décembre 2014 au  24 janvier 2015.
| Candidats          | Provenance           | Âge    | Profession                | Statut    | Nb. d'épisodes   | Gain     |
| ------------------ | -------------------- | ------ | ------------------------- | --------- | ---------------- | -------- |
| Morad Amimid       | Paris                | 35 ans | Coach sportif             | Vainqueur | 1 - 6 (20e jour) | 33 450 € |
| Muriel Vilarem     | Thyez                | 54 ans | Voyante                   | Taupe     | 1 - 6 (20e jour) | 0 €      |
| Kévin Dias         | Paris                | 29 ans | Notaire                   | Finaliste | 1 - 6 (20e jour) | 0 €      |
| Ornella Bruno      | Paris                | 25 ans | Mannequin                 | Finaliste | 1 - 6 (20e jour) | 0 €      |
| Laurent Pellaton   | Doullens             | 46 ans | Chef d'entreprise         | Éliminé   | 1 - 6 (18e jour) | 0 €      |
| Laura Pellet       | Menucourt            | 28 ans | Mère au foyer             | Abandon   | 1 - 5 (16e jour) | 10 000 € |
| Hélène Foin-Coffe  | Paris                | 30 ans | Comédienne                | Éliminée  | 1 - 4 (13e jour) | 0 €      |
| Stéfan Tisseyre    | Boulogne-Billancourt | 27 ans | Maître-nageur             | Éliminé   | 1 - 3 (10e jour) | 0 €      |
| Christine Lebaupin | Fondettes            | 50 ans | Professeur de judo        | Éliminée  | 1 - 2 (7e jour)  | 0 €      |
| Daniel Hueso       | Romans               | 59 ans | Retraité, ancien policier | Éliminé   | 1 (4e jour)      | 0 €      |

Légende
- Vainqueur
- Taupe

### Table d'élimination
| Candidats | Épisodes | Épisodes | Épisodes | Épisodes | Épisodes | Épisodes | Épisodes | Épisodes  |
| Candidats | 1        | 2        | 3        | 4        | 5        | 5        | 6        | 6         |
| --------- | -------- | -------- | -------- | -------- | -------- | -------- | -------- | --------- |
| Morad     |          |          |          |          | 1        | 1        | 2        | Vainqueur |
| Muriel    |          |          |          | 1        | 1        | 1        | 1        | Taupe     |
| Kévin     |          |          |          | 1        | 1        | 1        | 3        | Finaliste |
| Ornella   |          |          |          | 1        | 2        | 2        |          | Finaliste |
| Laurent   |          |          |          |          |          |          | jour 18  |           |
| Laura     |          |          |          | 1        | 2        | jour 16  |          |           |
| Hélène    |          |          | 1        | jour 13  |          |          |          |           |
| Stéfan    |          |          | jour 10  |          |          |          |          |           |
| Christine |          | jour 7   |          |          |          |          |          |           |
| Daniel    | jour 4   |          |          |          |          |          |          |           |

Légende
- Vainqueur
- Taupe
- Finaliste
- Candidat éliminé
- Candidat parti avec l'argent de la cagnotte
- Candidat ayant gagné une immunité
- Candidat ayant utilisé un ou plusieurs jokers

### Résumé des épisodes
- 1er épisode (Rendez-vous à Blyde River Canyon) : Blyde River Canyon, Mpumalanga
- 2e épisode (Suspicions en cascade) : Blyde River Canyon, Graskop et Numbi, Mpumalanga
- 3e épisode (Dilemme au parc Kruger) : Parc national Kruger, Mpumalanga
- 4e épisode (Où es-tu maintenant ?) : Hazyview, God's Window et White River, Mpumalanga
- 5e épisode (Carte sur table) : Soweto et Johannesburg, Gauteng
- 6e épisode (Le Train des révélations)[1] : Johannesburg, Pretoria
- 7e épisode (Je suis la taupe)

### Audiences
| Légende | Saison 1 |
| ------- | -------- |

| Émission | Jour et horaire de diffusion                              | Nb. de téléspectateurs | Parts de marché (4 ans et plus) | Référence |
| -------- | --------------------------------------------------------- | ---------------------- | ------------------------------- | --------- |
| 1        | Mercredi 1er juillet 2015 (20 h 55-23 h)                  | 2 422 000              | 11,6 %                          | [ 2 ]     |
| 2        | Mercredi 8 juillet 2015 (20 h 55-22 h 45)                 | 2 138 000              | 10,3 %                          | [ 3 ]     |
| 3        | Mercredi 15 juillet 2015 (20 h 55-23 h)                   | 2 125 000              | 11,1 %                          | [ 4 ]     |
| 4        | Mercredi 22 juillet 2015 (20 h 55-22 h 50)                | 2 196 000              | 11,0 %                          | ?         |
| 5        | Mercredi 29 juillet 2015 (20 h 55-22 h 45)                | 2 416 000              | 11,8 %                          | [ 5 ]     |
| 6        | Mercredi 5 août 2015 (20 h 55-22 h 40) : Finale           | 2 273 000              | 12,3 %                          | [ 6 ]     |
| 7        | Mercredi 5 août 2015 (22 h 40-23 h 40) : Je suis la taupe | 1 670 000              | 12,9 %                          | [ 6 ]     |

Légende
- plus hauts scores d'audiences
- plus bas scores d'audiences

## Saison 2
À la fin de la diffusion de la première saison, le producteur et l'animateur de l'émission ont laissé entendre qu'une saison 2 était en projet du fait d'audiences satisfaisantes. Néanmoins, le 21 janvier 2016, Jean-Marc Morandini annonce que l'émission ne reviendra pas pour une deuxième saison. M6, par le biais du site PureMédias, confirme la non-diffusion de l'émission au cours de l'été 2016 mais affirme qu'elle « pourrait revoir le jour à une autre période ». En juin 2016, Frédéric de Vincelles, le directeur des programmes de M6, annonce que la chaîne travaille sur le retour de Qui est la taupe ? qui pourrait prendre la forme d'une édition VIP.  

## Autour de l'émission
- Ornella avait participé au casting de Les Anges 7[10].
- Kevin avait participé à l'émission Les Douze Coups de midi et Le Maillon faible (il avait été maillon fort).